# Neon Alley
Neon Alley là một dịch vụ anime kỹ thuật số của Mỹ được điều hành bởi Viz Media. Dịch vụ này bắt đầu như một kênh web 24 giờ dành riêng để trình chiếu các bộ anime được lồng tiếng Anh ở các định dạng đầy đủ và không bị kiểm duyệt. Về sau đã phát triển thành một trang web stream dựa trên Hulu,  giới thiệu cả bản phát hành lồng tiếng và phụ đề.
Những chương trình truyền hình của Neon Alley sẽ được phát trực tiếp qua Hulu, vốn có sẵn trên PlayStation 3, Xbox 360, PC, Mac, và các hệ máy khác.

## Lịch sử
Neon Alley được công bố lần đầu tiên tại San Diego Comic-Con 2012 vào ngày 13 tháng 7 năm 2012, nơi nó được công bố cho PlayStation 3 thông qua PlayStation Network ở Bắc Mỹ với phí đóng góp hàng tháng. Dịch vụ ra mắt vào ngày 2 tháng 10 năm 2012. Cùng với những sê-ri khác như Naruto và Death Note, kênh đã công chiếu các bộ phim mới được lồng tiếng, cũng như các bộ phim anime và live-action. Dịch vụ này sau đó đã được cung cấp cho Xbox 360 thông qua Xbox Live từ ngày 12 tháng 2 năm 2013. Tại Anime Expo năm 2013, Viz thông báo rằng dịch vụ này sẽ có sẵn trên PC và Mac, cùng với một tính năng mới mà người đăng ký có thể bắt kịp các tập phim trong quá khứ.
Như lời công bố vào ngày 11 tháng 2 năm 2014 rằng Neon Alley sẽ ngừng định dạng kênh web và chuyển đổi để trở thành dịch vụ theo yêu cầu miễn phí cho những người sống ở Mỹ. Các bộ anime dài tập sẽ được truyền phát qua trang web của họ hoặc thông qua các thiết bị được kết nối Internet trên Hulu: lien doanh giữa NBCUniversal Television Group, Disney-ABC Television Group và Fox Broadcasting Company.  Thay đổi có hiệu lực vào ngày 1 tháng 4 năm 2014. Sau khi khởi chạy lại, do kết quả trực tiếp của việc di chuyển đến Hulu, người xem sống ở Canada đã mất quyền truy cập vào trang web. Sau khi Viz.com được tái khởi động vào mùa xuân năm 2016, tên gọi Neon Alley đã bị loại bỏ. Vào thời điểm đó, tài khoản blog và phương tiện truyền thông xã hội của nó chưa được cập nhật kể từ năm 2015. Vào ngày 21 tháng 7 năm 2016, Tubi TV tuyên bố rằng họ đã bắt đầu phát trực tuyến một số tựa phim anime Viz ở Canada.

## Công chiếu

### Tác phẩm ra mắt lồng tiếng Anh
- Accel World (TV-14)
- Blue Exorcist (TV-14)
- Blood Lad (TV-14)
- Coppelion (TV-14)
- Fate/Zero (TV-MA)
- Gargantia on the Verdurous Planet (TV-14)
- Inuyasha: The Final Act (TV-14)
- K (TV-14)
- Lagrange: The Flower of Rin-ne (TV-MA and TV-14)
- Magi: The Labyrinth of Magic (TV-14)
- Nana (TV-MA)
- Naruto: Shippuden (TV-14)
- Naruto Spin-off: Rock Lee & His Ninja Pals (TV-14)
- Nura: Rise of the Yokai Clan (TV-14)
  - Nura: Rise of the Yokai Clan - Demon Capital (TV-14)
- Sailor Moon (TV-PG)
- Sailor Moon Crystal (TV-PG)
- Tiger & Bunny (TV-14)
- Zetman (TV-MA)

### Các sê-ri khác
- Bakuman (TV-14)
- Bleach (TV-14)
- Blue Dragon (TV-Y7)
  - Blue Dragon: Trial of the Seven Shadows (TV-Y7)
- Buso Renkin (TV-14)
- CHIKARA (Former)
- Cross Game (TV-G)
- Death Note (TV-14)
- Gurren Lagann (TV-14)
- Highschool of the Dead (TV-MA)
- Hikaru no Go (TV-14)
- Honey and Clover (TV-14)
  - Honey and Clover II (TV-14)
- Hunter x Hunter (2011) (TV-PG)
- Inuyasha (TV-14)
- JoJo's Bizarre Adventure: Diamond Is Unbreakable (TV-14)
- K: Return of Kings (TV-14)
- Kekkaishi (TV-14)
- Kids on the Slope (TV-14)
- Magi: The Kingdom of Magic (TV-14)
- MÄR (TV-PG)
- Mega Man Star Force (TV-PG)
- Moribito: Guardian of the Spirit (TV-14)
- Nana (TV-MA)
- Naruto (TV-14)
- Neuro: Supernatural Detective (TV-MA)
- One Piece (TV-14)
- One-Punch Man (TV-PG)
- Puella Magi Madoka Magica (TV-14)
- Ranma ½ (TV-14)
- Reborn! (TV-14)
- Revolutionary Girl Utena (TV-14)
- Strawberry 100% (TV-MA)
- Terra Formars: Revenge (TV-14)
- The Prince of Tennis (TV-G)
- Ultra Maniac (TV-PG)
- Vampire Knight (TV-14)
  - Vampire Knight Guilty (TV-14)

### Phim
- Appleseed (R)
- Berserk Golden Age Arc I: The Egg of the King (TV-MA)
- Berserk Golden Age Arc II: The Battle for Doldrey (TV-MA)
- Berserk Golden Age Arc III: The Descent (TV-MA)
- Bleach: Fade to Black (TV-14)
- Bleach: Hell Verse (TV-14)
- Bleach: Memories of Nobody (TV-14)
- Bleach: The DiamondDust Rebellion (TV-14)
- Eagle's Claw (TV-14)
- Fists and Guts (TV-14)
- Gintama: The Movie (TV-14)
- Initial D (TV-14)
- Inuyasha the Movie: Affections Touching Across Time (TV-14)
- Inuyasha the Movie: Fire on the Mystic Island (TV-14)
- Inuyasha the Movie: Swords of an Honorable Ruler (TV-14)
- Inuyasha the Movie: The Castle Beyond the Looking Glass (TV-14)
- K: Missing Kings (TV-14)
- Naruto Shippuden the Movie (TV-14)
- Naruto Shippuden the Movie: Bonds (TV-14)
- Naruto Shippuden the Movie: The Lost Tower (TV-14)
- Naruto Shippuden the Movie: The Will of Fire (TV-14)
- Naruto the Movie: Blood Prison (TV-14)
- Naruto the Movie: Guardians of the Crescent Moon Kingdom (TV-14)
- Naruto the Movie: Legend of the Stone of Gelel (TV-14)
- Naruto the Movie: Ninja Clash in the Land of Snow (TV-14)
- Tai Seng Entertainment movies
- Tiger & Bunny: The Beginning (TV-14)